# On demande une étoile
Pour plus de détails, voir Fiche technique et Distribution.

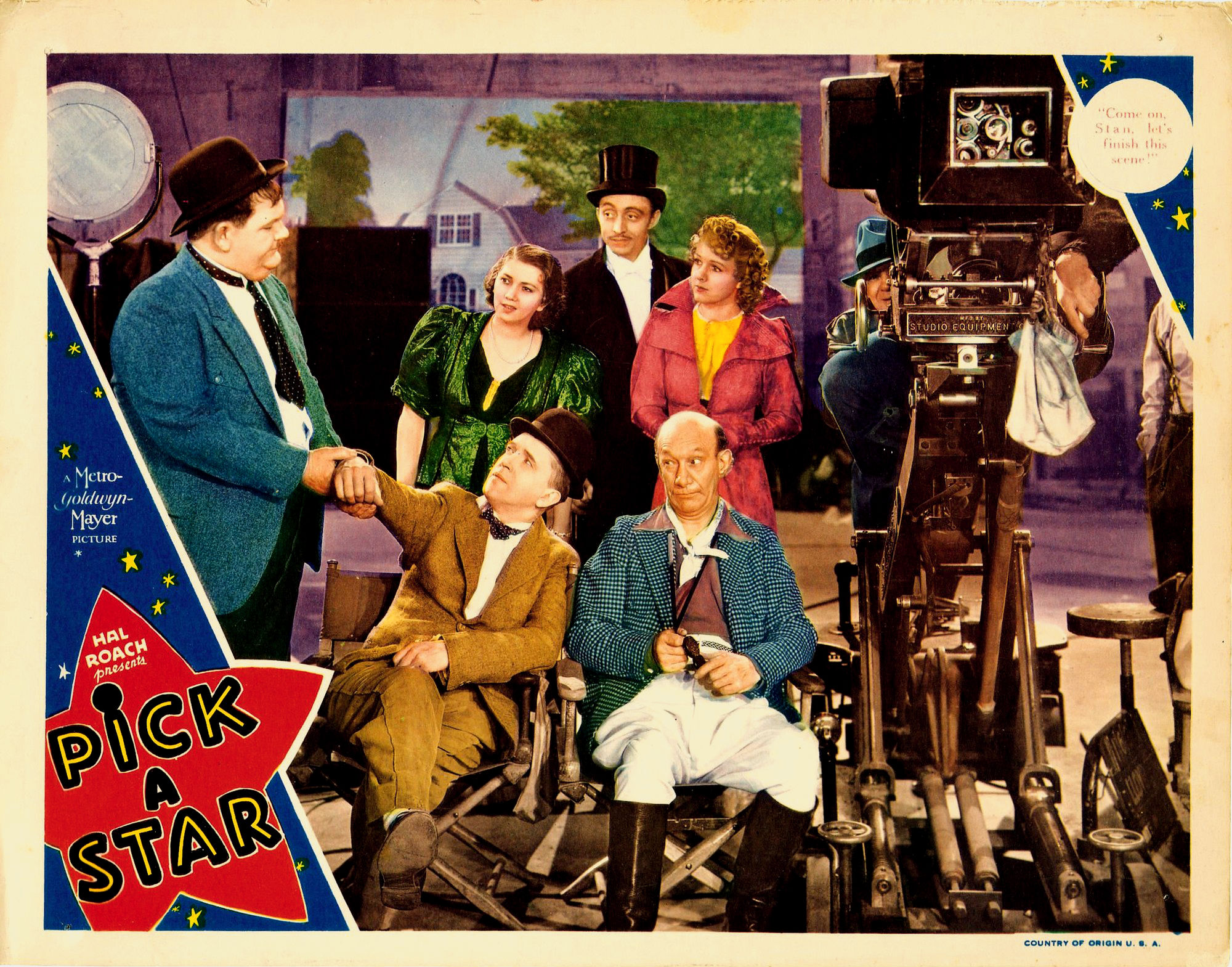

On demande une étoile (Pick a Star) est un film musical de 1937 avec Rosina Lawrence, Jack Haley, Patsy Kelly et Mischa Auer, réalisé par Edward Sedgwick, produit par Hal Roach, et distribué par la Metro-Goldwyn-Mayer. Seules deux courtes scènes avec Laurel et Hardy sauvent ce film de l'oubli.
Le film est ressorti en 1954 sous le titre Movie Struck chez Astor Pictures.

## Synopsis
Une jeune fille arrive à Hollywood et devient une vedette grâce à un agent de publicité.

## Distribution
- Rosina Lawrence : Cecilia Moore
- Jack Haley : Joe Jenkins
- Patsy Kelly : Nellie Moore
- Mischa Auer : Rinaldo Lopez
- James Finlayson  : Directeur
- Walter Long : Bandit
- Charles Halton : Mr. Klawheimer
- Stan Laurel : lui-même
- Oliver Hardy : lui-même
- Lyda Roberti : Dagmar
- Tom Dugan : Dimitri Hogan
- Si Jenks : le vieil homme sourd